# Вохіоя-Ярв
Вохіоя-Ярв (ест. Vohioja järv, інші назви ест. Vohisaare järv) — озеро в Естонії, що розташоване на острові Хіюмаа, у волості Пюхалепа.